# 福岡県道506号船越前原線
福岡県道506号船越前原線（ふくおかけんどう506ごう ふなこしまえばるせん）は、福岡県糸島市を通る一般県道である。

## 概要
糸島市志摩船越の漁港前から糸島市新田の加布羅交差点にいたる。九州大学学術研究都市構想において、九州大学へのアクセス道路として位置づけられ、幹線道路として最も重要な路線である。終点の加布羅交差点においては朝夕の通勤時間帯には常に渋滞が発生し、さらに夏の海水浴、秋から春にかけてのカキシーズンには、県内外からの多くの観光客が訪れ、福岡県道54号福岡志摩前原線の加布羅交差点から国道202号まで渋滞が発生しており、その渋滞を解消するためバイパスが2022年（令和4年）3月13日に開通した。

### 路線データ
- 起点：福岡県糸島市志摩船越
- 終点：福岡県糸島市新田（加布羅交差点、福岡県道54号福岡志摩前原線終点）

## 歴史
- 1959年（昭和34年）4月1日 - 福岡県告示第232号により、県道船越元岡横浜線として路線認定される（当時の整理番号は46）[2]
- 1993年（平成5年）5月11日 - 建設省から、県道野北前原線の一部・県道船越元岡横浜線の一部を福岡志摩線として主要地方道に指定される[3]。
- 2013年度（平成25年度） - バイパスの事業に着手[1]。
- 2022年（令和4年）3月13日 - バイパス（1.3 km）開通[1][4]。

## 路線状況

### 道路施設

#### 橋梁
- 小柳橋（小金丸川、糸島市）
- 新田橋（雷山川、糸島市）

## 地理

### 通過する自治体
- 福岡県
  - 糸島市

### 交差する道路
| 交差する道路                          | 交差する場所 | 交差する場所                                                                                                |
| ------------------------------------- | ------------ | --- |
| 福岡県道54号福岡志摩前原線            | 志摩御床     | 松原交差点                                                                                                  |
| 福岡県道54号福岡志摩前原線 / バイパス | 志摩御床     | |
| 福岡県道85号福岡志摩線                | 志摩初       | 初交差点 |
| 福岡県道54号福岡志摩前原線            | 新田         | 加布羅交差点 / 終点                                                                                         |
| 福岡県道54号福岡志摩前原線            | 前原北2丁目  | 北新地2号交差点 / バイパス終点【北緯33度33分49.8秒 東経130度11分33.0秒 / 北緯33.563833度 東経130.192500度】 |

### 沿線
- 糸島市立引津小学校
- 糸島市立可也小学校
- 糸島市立志摩体育館
- 志摩郵便局